# Bursø Kirke
Bursø Kirke er beliggende midt i Bursø by Maribo Amt på Lolland. Det er en kullet kirke (dvs. uden tårn) fra begyndelsen af 1400-tallet og (vistnok) viet til Sankt Dionysius. Murene er af røde munkesten over en dobbelt skråkantsokkel, der bærer hjørnelisener. De er bedst bevaret på koret og en del ændret på skibet. Det romanske kor er i øvrigt usædvanlig rigt på fine murdetaljer – krydsende rundbuer, savskifter og tandsnit. I korgavlen står et oprindeligt rundbuevindue tilmuret – alle øvrige er udvidet i senere tid.
Det senromanske skib er forlænget mod vest og har på sydsiden en bevaret gesims med rudefrise under et fornyet savskifte. Skibets falsede rundbuedøre sidder begge i murfremspring. Våbenhuset er opført i 1870 og forsynet med hvælving. Kvindeindgang på nordside er tilmuret og anbragt i et fremspring i muren. Loftet i kirkens rum er fladt. 125 siddepladser.

## Bygningen

### Tag
Kirkens tag er temmelig stejlt, afsluttet i øst og vest med smukke trappegavle, gesimsfriser, tværbånd og konsoller.

### Særlige genstande og inventar
Indenfor døren mellem våbenhus og kirkeskib ligger en gravsten i gulvet, som i midten bærer Jesu monogram med årstallene 1744-55 og bogstaverne I.A.S.S.

### Døbefont
Døbefonten er ottekantet og rigt prydet med stiliseret løvværk, udhugget i gullandsk marmor. Den er anbragt direkte overfor indgangsdøren i en fordybning i gulvet i nichen til den tidligere kvindeindgang.

### Kalkmaleri
På kirkens nordmur er afdækket et usædvanligt motiv i kalkmaleri – en såkaldt nådestol, hvilket vil sige en billedlig fremstilling af Gud Fader, der siddende på sin himmelske trone holder den korsfæstede Kristus foran sig.

### Prædikestol
Forsynet med Lützowslægtens våbenskjold i kobber. Trappen op til prædikestolen går gennem triumfbuen.

### Alter
Bursø kirkes altertavle-maleri er fra 1836 og ikke af høj kvalitet. Det viser Jesus i Getsemane have. Faktisk er altertavlen konsekvent blevet omtalt som et "tarvelig" eller "jævn" i samtlige trykte kilder.
Rammen om maleriet er til gengæld smukke ornamenter udhamret i kobber.
Baggrunden for billedet er som følger: Hendrick Kock var Frederik IV's hofmaler og én af baroktidens store danske mestre. I 1730-31 udførte han en altertavle, der viser Kristus på Oliebjerget. Den kan man stadig se gengivet i Sankt Petri Kirke, og dens centrale motiv er ikke til at tage fejl af – det er den samme siddende Jesus omgivet af de samme to engle. Man kan ikke komme til at sammenligne den med originalen, for den gik til grunde under Københavns bombardement i 1807. Det nuværende billede i Sankt Petri Kirke er en kopi. – Hvilket vil sige, at Bursøs altertavle (udført 19 år senere) er en kopi af en kopi.

## Skrevne beretninger
På landemodet i Maribo 1567 befalede kongens lensmand Albert Oxe, at alle Lollands kirker skulle efterses, og at en fortegnelse skulle udarbejdes over deres mangler og skader. Provst Jørgen Christensen skrev følgende i sin visitatsbog:
"Ved denne visitats blev iblandt alle Fuglse herreds kirker Bursø befunden at være den armeste og mest forfaldne. Bursø mænd havde 15 tønder øl, som kaldes almindsøl, at slemme og demme over, helst om lørdagen, hvilket øl var bedre at bruges til kirkens bygning."
I deres beretning til lensmanden om kirkesynet skrev provsterne i 1586 om Bursø kirke:
"Denne kyrche er møgit arm, gandske oc aldelis bygfeldig oc brøthafftig på mur, tag, bielcker, sparrer, klockehuset, kyrcheloft, wobenhuset, stole, altarkleder, liusestager, kiste oc skaff att foruare udi kyrchens kald, disk og messe kleder etc etc. De skal denne kyrche icke komme til sin rette bygd og hessd met hundrede dalers bekostning oc mere. – Kyrchen haffuer udi forraad aff egen indkomst 18 daler. Item noh 33 daler, som sognemende haffuer seg met scrifftligen forplictede at wille forhielpe til kyrchens bygning. De haffuer sognepræsten Hr. Anders Maas dreffuit udi antword, lydendis ocsaa om det, forrhet er."
Samtidig klagede provsterne over, at kirkegården kun var hegnet med tjørn, der ikke kunne hindre at svin brød ind og rodede omkring gravene. Derfor bad de om, "at den christne øvrighed ville overveje og betænke saadan lejlighed, at christne menneskers lig og grave maatte blive med fred og ærlighed, som det bør sig."

## Præster siden reformationen
| Årstal    | Præst                           | Kapellan                      |
| --------- | ------------------------------- | ----------------------------- |
| 1555-1579 | Claus Clausen                   | Hans Viborg                   |
| 1580-1591 | Christopher Pedersen Bager      | Jacob Ibsen Tyche ?-1582)     |
| 1592-?    | Lauritz Jacobsen „Thirsted“     |                               |
|           | Niels Jensen “Staurebye”        | Anders Jørgensen Maas ?-1635) |
| ?-?       | Iver Madtzen                    |                               |
| 1641-1658 | Jørgen Hansen Bogense           |                               |
| 1658-1680 | Hans Hansen Skjælskør           |                               |
| 1680-1706 | Knud Jørgensen Holmer           |                               |
| 1706-1735 | Diderik Homer                   |                               |
| 1735-1777 | Herman Fuglsang                 |                               |
| 1777-1782 | Borchsenius                     |                               |
| 1782-1788 | Severin Christian Thørcke       |                               |
| 1788-1792 | Christen Andersen Lund          |                               |
| 1792-1797 | Anders Krog Holm                |                               |
| 1797-1814 | Hans Ditlev Heineth             |                               |
| 1814-1831 | Johan Adam Braes                |                               |
| 1831-1840 | Joachim Otto Paul Steenstrup    |                               |
| 1841-1855 | Henrik Posselt                  |                               |
| 1855-1871 | Jacob Peder Dorph Paludan       |                               |
| 1871-1880 | Otto Reinhold Emiil Pontoppidan |                               |
| 1881-1884 | Hans Kristian Rørdam            |                               |
| 1885-1909 | Daniel Maximilian Lundsteen     |                               |
| 1909-1936 | Vilhelm Carl Georg Møller       |                               |
| 1936-1945 | Kaj Herreborg Elleby            |                               |
| 1945-1962 | John Sauntved                   |                               |
| 1962-1984 | Niels August Krapper            |                               |
| 1984-2003 | Hans Marxen                     |                               |
| 2003-     | Anders Christensen Blichfeldt   |                               |